# San Juan (distrito de Cajamarca)
San Juan é um distrito do Peru, departamento de Cajamarca, localizada na província de Cajamarca.

## Transporte
O distrito de San Juan é servido pela seguinte rodovia:
- PE-8, que liga a cidade de Cajamarca ao distrito de Guadalupe (Região de la Libertad) [1][2][3]